# Medea (Mendès)
Medea (Médée) è una tragedia in tre atti composta nel 1898 da Catulle Mendès.
Andata in scena per la prima volta il 28 ottobre 1898 a Parigi, nel ruolo di Medea recitò l'attrice Sarah Bernhardt.
Alfons Mucha realizzò una litografia per la locandina utilizzata per la prima rappresentazione della tragedia.